# Катарина Јанковић
Катарина Јанковић (Београд, 1978) српска је позоришна глумица. Чланица је глумачког ансамбла Књажевско-српског театра у Крагујевцу.

## Биографија
Рођена 5. априла 1978. године у Београду. Завршила средњу балетску школу „Лујо Давичо“ у Београду. Дипломирала глуму на Академији уметности БК у Београду у класи Мирјане Карановић. Током студија била је чланица трупе „Балкан Нови Покрет“ са којом је учествовала на многим фестивалима. Учествовала у поеми Гласови неба под земљом А. Б. Лаковића на Великом школском часу у Шумарицама, Кабареу Супарница  Сцене „Шелтер“ и Савеза драмских уметника Србије, те у играним филмовима Лајање на звезде и Такси блуз и ТВ серији Јутро ће променити све.
Учествовала је у представама Југословенског драмског позоришта у Београду Молијер, још један живот по Булгакову и Хамлет В. Шекспира у режији Душана Јовановића.

## Улоге
У Књажевско-српском театру остварила следеће улоге:
- Девојка (Ђ. Милосављевић, Гола Вера),
- Јулија (В. Шекспир, Ромео и Јулија),
- Ана (Л. Вилсон, Запали ме),
- Маскирани и Емочка (Л. Андрејев/А. Червински/С. Бекет, Реквијем),
- Кристина (Е. фон Хорват, Код лепог изгледа),
- Маргарета (Џ. Мардок, Доктор Страп),
- Есхил, Седам, копродукција са Академским камерним хором „Лицеум“ из Крагујевца,
- Марија (Ј. С. Поповић, Лажа и паралажа),
- Принцеза Оливера (А. Ђаја, Повратак кнежевог сокола),
- Јелена (П. Михајловић, Писати скалпелом),
- Јулијана Балог (Р. Дорић, Чудо по Јоакиму),
- Јеленка (Д. Поповић, Конак у Крагујевцу),
- Марта (Џ. Дјукс, П. Мид и Д. Парнел, Теза, копродукција са The Ireland Literature Exchange),
- Берта (М. Флајсер, Пионири у Инголштату),
- Лиз (Х. Пинтер/Х. Милер/Платон, Клуб Нови светски поредак),
- Рејчел Краб (Р. Бин, Један човек, двојица газда),
- Саша (Д. Ц. Џексон, Моје бивше, моји бивши),
- Јована Тодоровић (Р. Васић, Хладњача за сладолед),
- Скаут Финч (Х. Ли, Убити птицу ругалицу),
- Мег (К. Лудвиг, Преваранти у сукњи),
- Саша (Н. Брадић, Принцип суперстар – Месечари),
- Зора (М. Јелић, Јелисаветини љубавни јади због молера),
- Хермија (В. Шекспир, Сан летње ноћи),
- Џенет (М. Камолети, Боинг Боинг, копродукција са Краљевачким позориштем),
- ТВ новинарка, Политичар 4 и Адвокат одбране 1 (П. Михајловић, Двеста),
- Инес Весић (П. Цицварић, Ко нема у вугла, гугла),
- Лаура (А. Стриндберг, Отац),
- Собарица у мотелу(Н. В. Гогољ, Ревизор).[3]

## Награде
- Сусрети професионалних позоришта Србије Јоаким Вујић - Награда за улогу Јулије (Ромео и Јулија) у Крагујевцу 2004. године,
- Сусрети професионалних позоришта Србије Јоаким Вујић - Награда за улогу Скаут Финч (Убити птицу ругалицу) у Лесковцу 2014. године,
- Годишња награда Књажевско-српског театра 2005 (за Шекспирову Јулију),
- Годишња награда Књажевско-српског театра 2014 (за улогу Јоване у представи Хладњача за сладолед),
- Годишња награда Књажевско-српског театра 2015. године (за улогу Мег у представи Преваранти у сукњи),
- Фестивал првоизведених представа у Алексинцу 2013. године - награда за улогу Јоване у Хладњачи за сладолед,[4]
- 12. Фестивал за децу и младе МАЛИ ЈОАКИМ - Награда МАЛИ ЈОАКИМ за глумачко остварење за улогу Инес Весић у представи (Ко нема у вугла, гугла).